# São João d'Aliança
São João d'Aliança is een gemeente in de Braziliaanse deelstaat Goiás. De gemeente telt 8.642 inwoners (schatting 2009).

## Aangrenzende gemeenten
De gemeente grenst aan Água Fria, Alto Paraíso, Flores de Goiás, Formosa en Niquelândia.